# ماكسيميليان غرابنر
ماكسيميليان غرابنر (2 أكتوبر 1905 – 28 يناير 1948) كان رئيس الغيستابو النمساوي في أوشفيتز. في أوشفيتز، كانت غرفة التعذيب سيئة السمعة بلوك 11 إمبراطورية غرابنر نفسها. أعدم بتهمة ارتكاب جرائم ضد الإنسانية.

## حياة سابقة
ولد في فيينا، وانضم إلى قوة الشرطة النمساوية في عام 1930 وأصبح عضوًا في الحزب النازي غير القانوني في عام 1933. بعد آنشلوس مع النمسا في عام 1938، انضم إلى شوتزشتافل وأصبح عضوًا في الغيستابو. وصل إلى كاتوفيتشي عند اندلاع الحرب العالمية الثانية. تم نقله إلى محتشد اعتقال أوشفيتز بعد أقل من عام واحد حيث أصبح رئيسًا في القسم السياسي ("معسكر الغيستابو").

## مهنة في أوشفيتز
بصفته رئيس الجستابو، كان مسؤولًا، من بين أمور أخرى، عن القتال ضد حركة المقاومة في المخيم، وكذلك عن منع الفرار وكل الاتصال بالعالم الخارجي. تم تنفيذ هذه المهام بوحشية رهيبة ضد السجناء وعدد كبير من المحبوسين في القبو في المربع 11. قام موظفوه، مثل فيلهلم بوجر، الذي تم تقديمه للعدالة فقط في أوائل الستينيات ، بإجراء ما يسمى بالاستجواب الحاد، حيث تم تعذيب الضحايا بشكل منهجي.

## المحاكمة والإدانة
في عام 1943، تم القبض عليه بتهمة السرقة والتطعيم والفساد وتمت محاكمته في فايمار بعد ذلك بعام. بعد المحاكمة، عاد إلى كاتوفيتشي. اعتقله الحلفاء في عام 1945 وسلموه إلى بولندا في عام 1947. في محاكمة أوشفيتز أدين بتهمة القتل والجرائم ضد الإنسانية وحكم عليه بالإعدام. شنق في 28 يناير 1948.

## قائمة المراجع
- إرنست كلي : Das Personenlexikon zum Dritten Reich: Wer war was vor und nach 1945 . Fischer-Taschenbuch-Verlag، Frankfurt am Main 2005؛ (ردمك 3-596-16048-0)
- هيرمان لانجبين : Menschen in Auschwitz. فرانكفورت ، برلين فيينا ، أولشتاين فيرلاغ ، 1980 ؛ (ردمك 3-548-33014-2)
- متحف Staatliches متحف أوشفيتز بيركيناو (Hrsg. ): أوشفيتز في دن أوجِن دير إس إس. Oswiecim 1998 ؛ (ردمك 83-85047-35-2)
- Wacław Długoborski ، Franciszek Piper (Hrsg. ): أوشفيتز 1940-1945. Studien zur Geschichte des Konzentrations- und Vernichtungslagers Auschwitz ، Verlag Staatliches Museum Auschwitz-Birkenau، Oswiecim 1999، 5 Bände: I. Aufbau und Struktur des Lagers. II. Die Häftlinge - Existentzbedingungen، Arbeit und Tod. ثالثًا. Vernichtung. IV. أوسع. V. Epilog ؛ (ردمك 83-85047-76-X) .
- متحف Staatliches متحف أوشفيتز بيركيناو (Hrsg): أوشفيتز في دن أوجن دير إس إس. Oswiecim 1998 ؛ (ردمك 83-85047-35-2) .
- لورانس ريس : أوشفيتز - النازيون و "الحل النهائي" لندن: بي بي سي بوكس (2005) ؛ (ردمك 0-563-52117-1) .